# Associazione Sportiva Pro Gorizia 1942-1943
Questa voce raccoglie le informazioni riguardanti l'Associazione Sportiva Pro Gorizia nelle competizioni ufficiali della stagione 1942-1943.

## Rosa
| N. |                   | Ruolo | Calciatore          |
| -- | ----------------- | ----- | ------------------- |
|    | Italia (bandiera) | A     | Gaetano Auletta     |
|    | Italia (bandiera) | A     | G. Baldassi         |
|    | Italia (bandiera) | D     | L. Barbareschi      |
|    | Italia (bandiera) | D     | Ivano Blason        |
|    | Italia (bandiera) | P     | Giovanni Busani     |
|    | Italia (bandiera) | A     | Gino Calcaterra     |
|    | Italia (bandiera) | C     | Bruno Ciuffarin     |
|    | Italia (bandiera) | A     | F. Cobianchi        |
|    | Italia (bandiera) | D     | Mario Cumar         |
|    | Italia (bandiera) | C     | Ferdinando Dal Pont |
|    | Italia (bandiera) | A     | G. Dagenhardt       |
|    | Italia (bandiera) | A     | V. Degli Agostini   |
|    | Italia (bandiera) | P     | N. Fabrizio         |

| N. |                   | Ruolo | Calciatore              |
| -- | ----------------- | ----- | ----------------------- |
|    | Italia (bandiera) | C     | Severino Flebus         |
|    | Italia (bandiera) | A     | G. Fonzari              |
|    | Italia (bandiera) | C     | Aredio Gimona           |
|    | Italia (bandiera) | C     | F. Magnabosco           |
|    | Italia (bandiera) | C     | M. Mainich              |
|    | Italia (bandiera) | A     | N. Martellani           |
|    | Italia (bandiera) | C     | A. Morsan               |
|    | Italia (bandiera) | C     | Bruno Orzan             |
|    | Italia (bandiera) | A     | Aurelio Pavesi De Marco |
|    | Italia (bandiera) | C     | Giovanni Punteri        |
|    | Italia (bandiera) | C     | Sergio Susmel           |
|    | Italia (bandiera) | A     | Guglielmo Tavelli       |
|    | Italia (bandiera) | C     | Bruno Vale              |